# Syncesia glyphysoides
Syncesia glyphysoides är en lavart som först beskrevs av Fée, och fick sitt nu gällande namn av Tehler. Syncesia glyphysoides ingår i släktet Syncesia och familjen Roccellaceae.   Inga underarter finns listade i Catalogue of Life.